# Blondefontaine
Blondefontaine település Franciaországban, Haute-Saône megyében. Lakosainak száma 233 fő (2022. január 1.). Blondefontaine Enfonvelle, Barges, Melay, Cemboing, Raincourt és Villars-le-Pautel községekkel határos.

## Népesség
A település népességének változása:
| Lakosok száma | 269  | 279  | 286  | 269  | 257  | 244  | 241  | 239  | 233  |
|               | 2013 | 2015 | 2016 | 2017 | 2018 | 2019 | 2020 | 2021 | 2022 |